# Conseil de la Commune

Drapeau de la Commune de Paris.

Le conseil de la Commune est le gouvernement élu de Paris du 28 mars au 28 mai 1871, pendant la Commune de Paris.

## Les élections
Ce conseil est issu des élections municipales du 26 mars 1871 à Paris. Il y eut 229 167 votants sur 484 569 électeurs inscrits. Les abstentions semblent nombreuses, mais il faut tenir compte du départ de nombreux fonctionnaires qui suivent le gouvernement d'Adolphe Thiers à Versailles (dès le 19 mars) et d'habitants hostiles à la Commune. Les listes favorables à la Commune obtiennent une écrasante majorité dans le XXe (100 % des voix), le XVIIe, XVIIIe et XIXe arrondissements. Plus des trois quarts des électeurs votent en faveur des communards dans les IIIe, IVe, Ve, VIe, VIIe, Xe, XIe, XIIe, XIIIe, XIVe et XVe arrondissements. Par contre les Ier, IIe, IXe et XVIe arrondissements votent très majoritairement pour des listes présentées par les maires d'arrondissement opposés à la Commune.

## Les élus
Le Conseil devait être formé de 92 membres. Mais 15 élus issus des quartiers bourgeois (Ier, IIe, VIe, IXe, XIIe et XVIe arrondissements) refusent de siéger. Certains élus démissionnèrent rapidement pour protester contre le décret sur les otages pris par le Conseil de la Commune : Ulysse Parent, Ernest Lefèvre, Arthur Ranc, Edmond-Alfred Goupy. Émile-Victor Duval et Gustave Flourens furent tués dans les premiers combats contre les soldats versaillais. Quant à Auguste Blanqui (élu dans le XVIIIe et le XXe arrondissements) le gouvernement d'Adolphe Thiers le retenait prisonnier en Bretagne. Il fallut procéder à des élections complémentaires le 16 avril 1871 (il y eut près de 70 % d'abstentionnistes). En fait 85 élus siégèrent effectivement.
Les élus appartiennent à deux groupes sociaux, celui des artisans-commerçants et ouvriers (12 artisans, 6 petits commerçants, 6 cordonniers, 6 ouvriers métallurgistes, 2 relieurs, 2 typographes, 2 chapeliers, 1 teinturier, 1 menuisier, 1 bronzier) et celui des professions libérales et intellectuelles (12 journalistes, 3 avocats, 3 médecins, 2 peintres, 1 pharmacien, 1 architecte, 1 ingénieur, 1 vétérinaire).
Les membres du Conseil n'appartiennent pas à des partis organisés. Quatorze conseillers sont des Internationaux que côtoient neuf blanquistes. On compte une vingtaine de jacobins nostalgiques de la Révolution française de 1789 et pour une partie d'entre eux ayant participé à la Révolution de 1848. S'y joignent entre 25 et 30 indépendants. Ceux qui se disent « socialistes révolutionnaires » veulent la collectivisation des moyens de production, d'autres sont plus attachés aux réformes politiques. Certains pensent que la Commune assurera l'égalité sociale. Tous veulent une Commune autonome qui sera le début d'une Fédération de toutes les Communes de France. Pour la plupart ils veulent remplacer l'armée permanente par des milices citoyennes. Tous veulent que les fonctionnaires soient élus et responsables devant les citoyens. L'unanimité du début va rapidement laisser place à la division entre majorité (blanquistes, jacobins, indépendants et quelques Internationaux) et minorité (surtout des Internationaux et quelques indépendants). Cela sera évident à propos de la création du Comité de salut public le 1er mai 1871.

## Le Conseil au travail
La plupart des conseillers sont jeunes et mis à part pour certains l'expérience du combat syndicaliste, ils n'ont aucune expérience politique et administrative. Ils doivent mener de front plusieurs tâches. D'abord ce sont des « élus locaux » de leur arrondissement qu'ils doivent administrer. De plus, ils siègent collégialement aux réunions du Conseil où sont débattus et votés les décrets de la Commune. Par ailleurs, ils doivent recevoir les différents acteurs de la Commune : délégations diverses de quartiers, de métiers, de Gardes nationaux... et faire des visites sur le terrain. Enfin, ils sont membres des différentes commissions mises en place pour préparer les mesures souhaitées par les électeurs populaires.
Il y a dix commissions :
- la Commission exécutive fait appliquer les décrets de la Commune,
- la commission de l'Enseignement refait fonctionner les écoles et lycées désertés par une partie de leurs enseignants défavorables à la Commune et imagine les bases d'un enseignement futur, laïc, gratuit et obligatoire,
- la commission des Finances gère le budget de la Ville et négocie les fonds nécessaires auprès de la Banque de France,
- la commission de la Justice réorganise les tribunaux eux aussi désertés par les fonctionnaires nommés sous le Second Empire et doit penser une réforme judiciaire basée sur des principes démocratiques,
- la commission militaire s'occupe de la Garde nationale et de son état-major,
- la commission des Relations extérieures tente de nouer des liens avec les Communes de province qui voient le jour afin de réaliser la Fédération des Communes,
- la commission des Services publics fait fonctionner le chemin de fer, la poste...,
- la commission des Subsistances assure l'approvisionnement de Paris encerclé à l'ouest et au sud par les soldats, versaillais, au nord et à l'est par les troupes allemandes,
- la commission de la Sûreté générale veille au maintien de l'ordre et à la sécurité,
- la commission du Travail et de l'Échange veut réformer les rapports employeurs-employés.

Le 21 avril, un délégué est nommé à la tête de chaque commission.